# Incisitermes arizonensis
Incisitermes arizonensis är en termitart som först beskrevs av John Otterbein Snyder 1926.  Incisitermes arizonensis ingår i släktet Incisitermes och familjen Kalotermitidae. Inga underarter finns listade i Catalogue of Life.